# Paul Gallagher
Paul Gallagher (Glasgow, 9 agosto 1984) è un ex calciatore scozzese, di ruolo attaccante.

## Palmarès

### Club

#### Competizioni nazionali
- Football League Championship: 1

Leicester City: 2013-2014